# Ramingstein
Ramingstein è un comune austriaco di 1 110 abitanti nel distretto di Tamsweg, nel Salisburghese.

## Monumenti e luoghi d'interesse
- Castel Wintergrün